# Águas Negras (Belém)
Águas Negras é um bairro situado na periferia do Distrito de Icoaraci, e está localizado basicamente entre a confluência da Rodovia Augusto Montenegro com a Estrada da Maracacuera.
Dentro, o bairro é cortado por ruelas tortuosas, muitas sem pavimento, surgidas em sua maioria a partir de ocupações irregulares por famílias de baixa renda, mas também há alguns conjuntos habitacionais e vilas que formam o núcleo de classe média do bairro, estes localizados na parte de fora a margem principalmente da rodovia pavimentada.

Em Águas Negras está a representação em Belém do SEST e SENAT com um complexo recreativo, educacional e de saúde direcionado aos associados e a comunidade do bairro, do distrito, e de Belém.

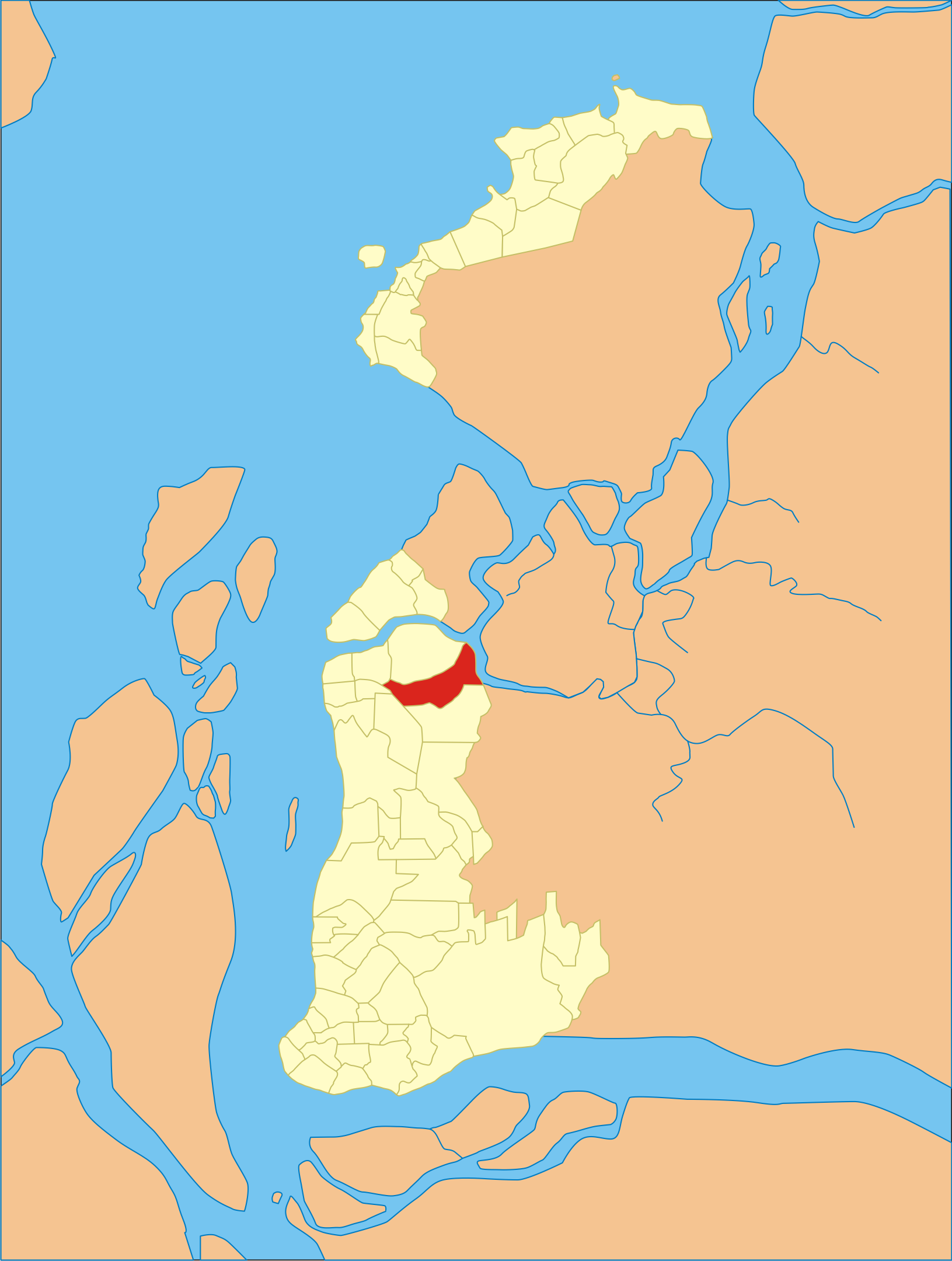
Localização do bairro Águas Negras em Belém.